# ミルトン・ヘイグ
ミルトン・ヘイグ（Milton Haig、1964年2月6日 - ）は、ニュージーランドのラグビー指導者。ジャパンラグビーリーグワン東京サントリーサンゴリアスの元監督。ニュージーランド・インバーカーギル出身。

## 略歴
現役時代はロンドン・スコティッシュFC、ベイ・オブ・プレンティなどでプレーしていた。
現役引退後、チーフスなどのコーチを歴任して、2011年、ジョージア代表のヘッドコーチに就任。
2019年、サントリーサンゴリアスの監督に就任。
2022年9月、家庭の事情でニュージーランドに帰国するためサントリーサンゴリアスの監督を退任する事が発表された
。